# Melanolophia moinieri
Melanolophia moinieri là một loài bướm đêm trong họ Geometridae.